# 398 Admeta
398 Admeta (mednarodno ime je tudi 398 Admete) je asteroid tipa C (po SMASS) v asteroidnem pasu. 

## Odkritje
Asteroid je odkril francoski astronom A. Charlois ( 1864 – 1910) 28. decembra 1894 v Nici. Imenuje se po Admeti, ženski v grški mitologiji.

## Lastnosti
Asteroid Admeta obkroži Sonce v 4,53 letih. Njegova tirnica ima izsrednost 0,224, nagnjena pa je za 9,525° proti ekliptiki. Njegov premer je 46,98 .